# Niger az 1992. évi nyári olimpiai játékokon
Niger a spanyolországi Barcelonában megrendezett 1992. évi nyári olimpiai játékok egyik részt vevő nemzete volt. Az országot az olimpián 1 sportágban 3 sportoló képviselte, akik érmet nem szereztek.

## Atlétika
Férfi
| Versenyző        | Versenyszám | Előfutam | Előfutam | Előfutam | Negyeddöntő | Negyeddöntő | Negyeddöntő | Elődöntő | Elődöntő | Elődöntő | Döntő   | Döntő    |
| Versenyző        | Versenyszám | Idő      | Hely.    | Össz.    | Idő         | Hely.       | Össz.       | Idő      | Hely.    | Össz.    | Idő     | Helyezés |
| ---------------- | ----------- | -------- | -------- | -------- | ----------- | ----------- | ----------- | -------- | -------- | -------- | ------- | -------- |
| Hassan Illiassou | 100 m       | 10,73    | 5.       | 42.      | kiesett     | kiesett     | kiesett     | kiesett  | kiesett  | kiesett  | kiesett | kiesett  |
| Boureima Kimba   | 200 m       | 22,49    | 8.       | 73.      | kiesett     | kiesett     | kiesett     | kiesett  | kiesett  | kiesett  | kiesett | kiesett  |
| Abdou Manzo      | Maraton     |          |          |          |             |             |             |          |          |          | 2:31:15 | 67.      |